# Psychotria ostreophora
Psychotria ostreophora är en måreväxtart som först beskrevs av Herbert Fuller Wernham, och fick sitt nu gällande namn av Charlotte M. Taylor. Psychotria ostreophora ingår i släktet Psychotria och familjen måreväxter. Inga underarter finns listade i Catalogue of Life.